# Zenon Grocholewski
Zenon Grocholewski (Bródki, 11 ottobre 1939 – Roma, 17 luglio 2020) è stato un cardinale e arcivescovo cattolico polacco.

## Biografia
Nasce a Bródki, località che oggi fa parte del comune di Lwówek, nell'arcidiocesi di Poznań, l'11 ottobre 1939, da Stanisław e Józefa Stawińska; è il terzo di quattro figli.

### Formazione e ministero sacerdotale
Intraprende gli studi presso il seminario di Poznań.
Il 27 maggio 1962 è ordinato diacono, nella cattedrale di Poznań, dall'arcivescovo Antoni Baraniak; il 27 maggio 1963, esattamente un anno dopo, è ordinato presbitero nella stessa cattedrale dallo stesso arcivescovo.
Dopo l'ordinazione presta servizio pastorale presso numerose parrocchie dell'arcidiocesi di Poznań; in seguito approfondisce a Roma i suoi studi presso la Pontificia Università Gregoriana, dove, nel 1972, consegue la licenza e il dottorato in diritto canonico; diviene quindi un avvocato del Tribunale della Rota Romana.
Il 6 dicembre 1977 è nominato cappellano di Sua Santità.

### Ministero episcopale e cardinalato

Il cardinale Grocholewski con alcuni seminaristi presso il seminario di Nairobi, in Kenya.

Il 21 dicembre 1982 papa Giovanni Paolo II lo nomina segretario del Supremo tribunale della Segnatura apostolica e vescovo titolare di Agropoli; succede ad Aurelio Sabattani, nominato pro-prefetto dello stesso dicastero. Il 6 gennaio 1983 riceve l'ordinazione episcopale, nella basilica di San Pietro in Vaticano, per imposizioni delle mani dello stesso pontefice, co-consacranti gli arcivescovi Eduardo Martínez Somalo e Duraisamy Simon Lourdusamy (poi entrambi cardinali).
Il 16 dicembre 1991 riceve la dignità di arcivescovo, essendo la diocesi di Agropoli elevata pro illa vice a titolo arcivescovile.
Il 5 ottobre 1998 è nominato prefetto del Supremo tribunale della Segnatura apostolica da papa Giovanni Paolo II; succede al cardinale Gilberto Agustoni, dimessosi per raggiunti limiti di età. Ricoprendo questo incarico, è presidente della Commissione per gli Avvocati e della Corte di Cassazione dello Stato della Città del Vaticano.
Il 15 novembre 1999 papa Giovanni Paolo II lo nomina prefetto della Congregazione per l'educazione cattolica; succede al cardinale Pio Laghi, dimessosi per raggiunti limiti di età. Ricoprendo questo incarico, è inoltre gran cancelliere della Pontificia Università Gregoriana, del Pontificio Istituto Biblico, del Pontificio istituto di musica sacra, del Pontificio Istituto di Studi Arabi e d'Islamistica e del Pontificio Istituto di Archeologia Cristiana; presidente della Commissione interdicasteriale per l'equa distribuzione dei sacerdoti, della Commissione interdicasteriale per la formazione dei candidati agli Ordini Sacri, della Pontificia Opera per le vocazioni sacerdotali e patrono del Pontificio Istituto Superiore di Latinità.
Nel concistoro del 21 febbraio 2001 papa Giovanni Paolo II lo crea cardinale diacono di San Nicola in Carcere; prende possesso della diaconia il 21 maggio successivo.
Il 18 e il 19 aprile 2005 partecipa come cardinale elettore al conclave che porta all'elezione di papa Benedetto XVI.
Il 21 febbraio 2011 opta per l'ordine dei cardinali presbiteri, mantenendo invariata la diaconia elevata pro hac vice a titolo presbiterale.
Nel gennaio 2013 papa Benedetto XVI trasferisce la competenza sui seminari alla Congregazione per il clero, pertanto lascia l'incarico di presidente della Commissione interdicasteriale per la formazione dei candidati agli Ordini Sacri al cardinale Mauro Piacenza. Da tale data non è più presidente della Commissione interdicasteriale permanente per una distribuzione più equa dei sacerdoti nel mondo né presidente della Pontificia Opera per le vocazioni sacerdotali.
Il 12 e il 13 marzo 2013 partecipa come cardinale elettore al conclave che porta all'elezione di papa Francesco.
Il 31 marzo 2015 papa Francesco accoglie la sua rinuncia, presentata per raggiunti limiti di età; gli succede il cardinale Giuseppe Versaldi, fino a quel momento presidente della Prefettura degli affari economici della Santa Sede.
È stato membro, inoltre, del Consiglio Speciale per l'Oceania del Sinodo dei vescovi, della Congregazione per il culto divino e la disciplina dei sacramenti, della Congregazione per l'evangelizzazione dei popoli, della Congregazione per la dottrina della fede, della Congregazione per i vescovi, del Supremo tribunale della Segnatura apostolica e del Pontificio consiglio per i testi legislativi.
L'11 ottobre 2019, al compimento del suo ottantesimo compleanno, è uscito dal novero dei cardinali elettori.
Muore improvvisamente nel suo appartamento in via Rusticucci 13 a Roma nelle prime ore del mattino del 17 luglio 2020, all'età di 80 anni. Il giorno successivo alle ore 11 si tengono le esequie, all'altare della Cattedra nella basilica di San Pietro in Vaticano, celebrate dal cardinale Leonardo Sandri, vicedecano del Collegio cardinalizio; al termine della Messa papa Francesco presiede il rito dell'ultima commendatio e della valedictio. Dopo un secondo funerale, celebrato il 25 luglio alle ore 12 presso la cattedrale di Poznań dall'arcivescovo Stanisław Gądecki, viene sepolto all'interno della cattedrale stessa.

## Genealogia episcopale e successione apostolica
La genealogia episcopale è:
- Cardinale Scipione Rebiba
- Cardinale Giulio Antonio Santori
- Cardinale Girolamo Bernerio, O.P.
- Arcivescovo Galeazzo Sanvitale
- Cardinale Ludovico Ludovisi
- Cardinale Luigi Caetani
- Cardinale Ulderico Carpegna
- Cardinale Paluzzo Paluzzi Altieri degli Albertoni
- Papa Benedetto XIII
- Papa Benedetto XIV
- Papa Clemente XIII
- Cardinale Enrico Benedetto Stuart
- Papa Leone XII
- Cardinale Chiarissimo Falconieri Mellini
- Cardinale Camillo Di Pietro
- Cardinale Mieczysław Halka Ledóchowski
- Cardinale Jan Maurycy Paweł Puzyna de Kosielsko
- Arcivescovo Józef Bilczewski
- Arcivescovo Bolesław Twardowski
- Arcivescovo Eugeniusz Baziak
- Papa Giovanni Paolo II
- Cardinale Zenon Grocholewski

La successione apostolica è:
- Arcivescovo John Michael Miller, C.S.B. (2004)